# Zwiebusch
Zwiebusch ist ein Wohnplatz im Ortsteil Gosen der Gemeinde Gosen-Neu Zittau des Amtes Spreenhagen im Landkreis Oder-Spree in Brandenburg.

## Name
Der Name Zwiebusch ist eine Verkürzung von „Zwiebuschwerder“. Diese Bezeichnung wurde zuerst verwendet und dann verkürzt. Zwiebusch bedeutet zwei Büsche und bezieht sich auf die ursprüngliche Vegetation des weggefallenen dritten Namensteils, des -werders am Seddinsee.

## Geografie
Zwiebusch liegt im Grenzgebiet von Brandenburg und Berlin, am Südufer des Seddinsees, rund zwei Kilometer vom Gosner Ortszentrum und drei Kilometer von Schmöckwitz entfernt. Der Wohnplatz liegt am Fuße der Gosener Berge. Durch eine Niederung und eine kleine Bucht von diesen getrennt gehört zum Wohnplatz eine kleine Halbinsel, der Zwiebuschwerder. Die Insel Seddinwall liegt 300 Meter vom Zwiebusch entfernt im Nordwesten der Halbinsel.

### Grenzsituation
Durch Zwiebusch verläuft die Landesgrenze zwischen Brandenburg und Berlin. Während der Seddinsee vollständig zu Berlin gehört, verläuft die Landgrenze mitten durch den Wohnplatz. So gehört der Nordwesten der Halbinsel zu Berlin und ist nur durch einen schmalen Uferstreifen nach Süden mit dem übrigen Berliner Gebiet verbunden. Außerdem gehört ein Teil einiger Grundstücke in der Niederung der Bucht zu Berlin. Dort verläuft die Landesgrenze teilweise mitten durch die Häuser.

## Geschichte

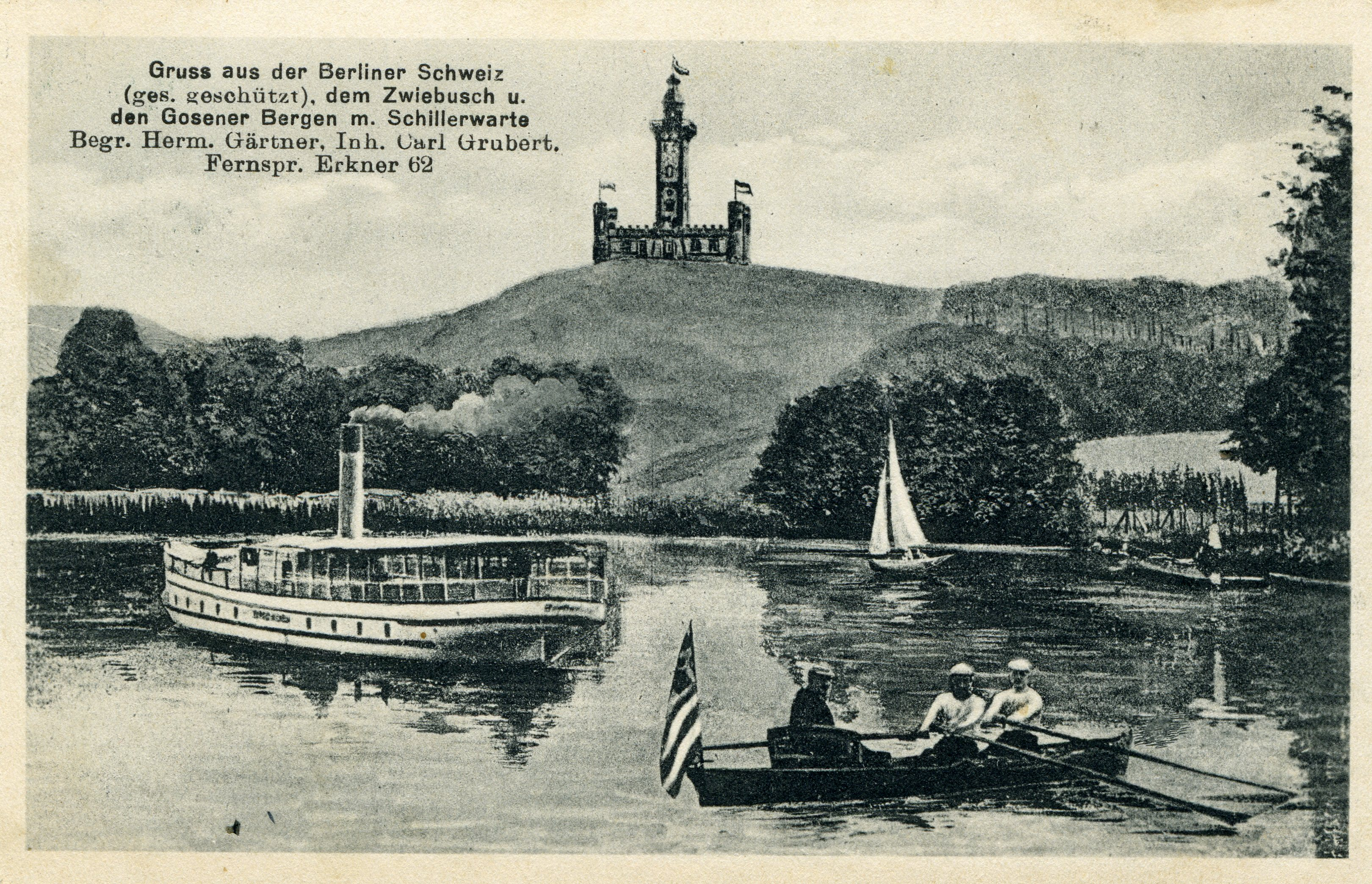
Berliner Schweiz, Zwiebusch und Gosener Berge

Die erste schriftliche Erwähnung vom Zwiebusch stammt aus dem Jahr 1774. Am 16. November erhielt der Gosener Kolonist Martin Hoppe einen Erbpachtvertrag über zwei Morgen wüstes Land bei einem Pfuhl am Zwiebuschwerder. Sechs Jahre später erhielt Gottfried Rocher ein ähnlich großes Stück Land ebenfalls am Zwiebusch zugewiesen. Hoppe und Rocher bauten sich jeweils ein Haus und lebten als Obstgärtner am Zwiebusch. In der Statistisch-topographischen Beschreibung der gesamten Mark Brandenburg von Friedrich Wilhelm August Bratring aus dem Jahre 1805 wird der Zwiebusch zu dieser Zeit noch mit dem Namen Fischerhaus verzeichnet. Am 21. September 1895 wechselte das „Etablissement Zwiebuschwerder“ mit einer Größe von 79101 m2, welches bis dahin gemeindefrei war, vom Kreis Teltow zur Gemeinde Gosen im Kreis Beeskow-Storkow. Der damalige Eigentümer hieß Paul Porth. Um 1900 wurde mit dem Abbau von Sand in den Gosener Bergen begonnen. Außerdem setzte bald ein Ausflugsverkehr in die „Berliner Schweiz“, wie die Gosener Berge und eine Gaststätte am Zwiebusch genannt wurden, ein. Später entstand etwas weiter südlich auf Groß-Berliner Gebiet eine weitere Gaststätte namens „Berliner Schweiz“, wodurch die Gaststätte auf Gosener Gebiet zur „Alt-Berliner Schweiz“ wurde. Nach dem Zweiten Weltkrieg wurde die „Berliner Schweiz“ zu einem FDGB-Erholungsheim und die Gaststätte „Alt-Berliner Schweiz“ wurde in den 1960er Jahren aufgegeben. Der Pfuhl zwischen dem Zwiebuschwerder und den Gosener Bergen wurde nach und nach mit Datschen bebaut.